# Левченко Микола Іванович
Микола Іванович Левченко (1894, Олександрівськ-Грушевський, тепер місто Шахти Ростовської області, РФ — розстріляний 25 квітня 1938, Москва) — радянський господарський діяч, керуючий вугільного тресту «Сталінвугілля», начальник Південних і Донецької залізниць, заступник народного комісара шляхів сполучення СРСР. Кандидат у члени ЦК КП(б)У в червні 1930 — січні 1932 р. Член ЦК КП(б)У в січні 1934 — травні 1937 р.

## Біографія
Освіта нижча. Член РКП(б) з 1919 року.
Працював на відповідальній господарській роботі.
У 1929—1931? роках — керуючий вугільного тресту «Сталінвугілля» у селищі Рутченкове на Донбасі. Потім працював на залізниці.
Із грудня 1933 по січень 1934 року — начальник Південних залізниць у Харкові.
Із лютого 1934 до листопада 1936 року — начальник Донецької залізниці.
До листопада 1937 року — заступник народного комісара шляхів сполучення СРСР.
30 листопада 1937 року заарештований органами НКВС.
25 квітня 1938 року засуджений до розстрілу. Того ж дня розстріляний і похований на кладовищі Комунарки. Посмертно реабілітований 17 грудня 1955 року.

## Нагороди
- орден Леніна (4.04.1936)